# Libro de las tres razones

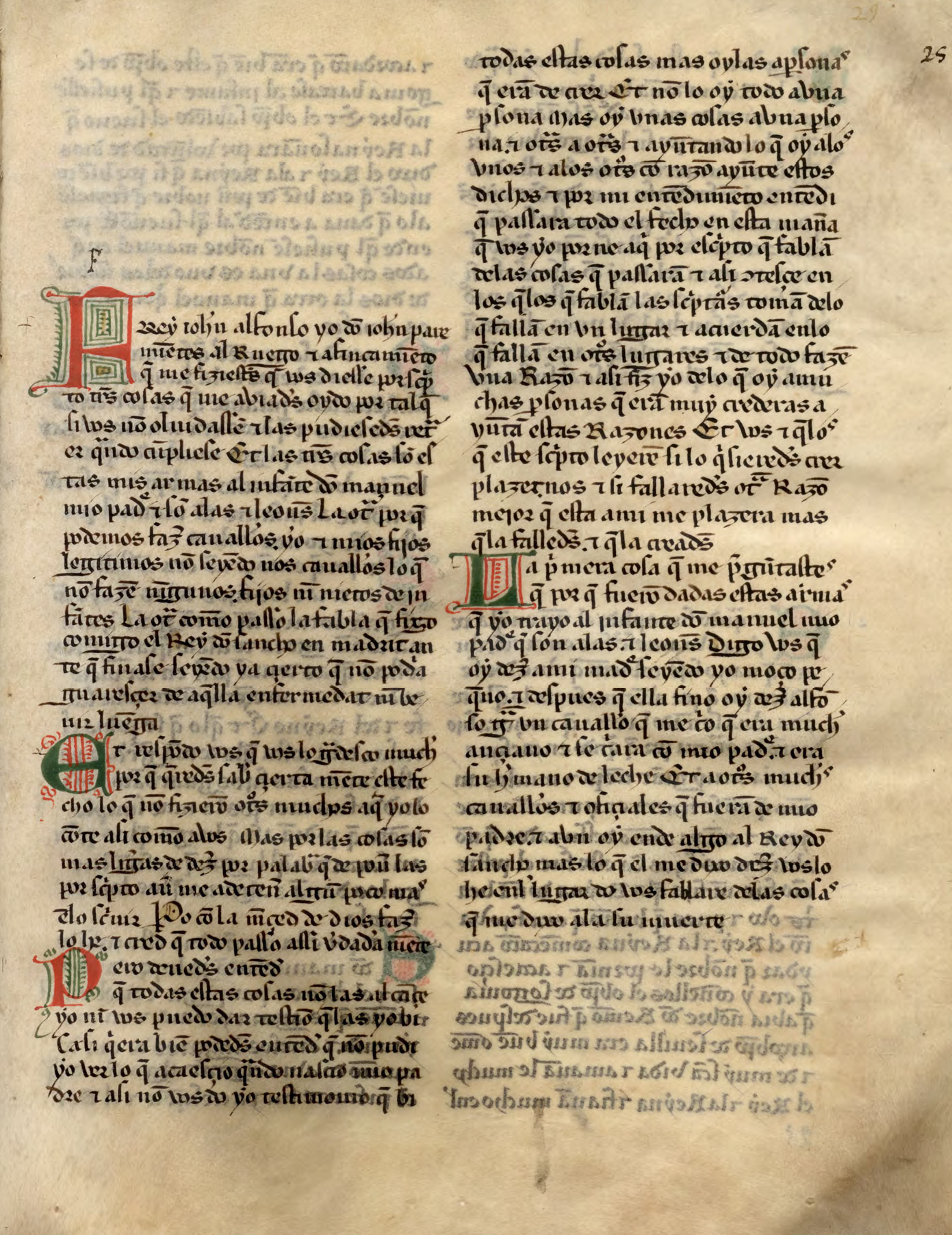
Incipit del Libro de las tres razones de Don Juan Manuel. MSS/6376 de la Biblioteca Nacional de España, fol. 25r.

El Libro de las tres razones, anteriormente conocido como Libro de las armas, es una obra de la prosa medieval española, escrita entre 1342 y 1345 por Don Juan Manuel, sobrino del rey Alfonso X el Sabio. Actualmente es la obra del infante más valorada por la crítica tras El Conde Lucanor, pues en los últimos años el Libro de las tres razones ha atraído el interés de la filología por su interpretación disidente de la historia, por basarse en las experiencias personales del autor y por la calidad de su prosa.
Se trata de una obra breve que recrea episodios históricos con un alto componente de ficción. En este opúsculo, considerado actualmente una obra maestra, escrita en los últimos años de su vida, Don Juan Manuel es dueño de todas sus habilidades y recursos literarios.
El tema es el vilipendio del linaje de Alfonso X el Sabio, con el que Juan Manuel acabó enemistado, y la vindicación del suyo, que asciende hasta su abuelo Fernando III el Santo, al que considera bendito, frente al de la rama alfonsina.
A diferencia de la mayoría de los libros medievales, que suponían una labor de taracea de fuentes escritas anteriores, en esta obrita predominan los recuerdos personales y la historia oral, conocida por el autor a través de sus ancestros o por experiencias propias. Sin embargo esto no quiere decir que el libro esté dotado de gran rigor histórico, pues Juan Manuel presenta una versión sesgada a su favor y su linaje de los hechos y mucha de la tradición oral está conformada por leyendas, como la del origen santo de su dinastía, que se remonta a Fernando III, frente a otro maldito e intrigante, el de Alfonso X y su mujer Violante de Aragón, hija de Jaime I el Conquistador y de su segunda mujer, Violante de Hungría. Se trata de un relato de sucesos familiares trufado de motivos hagiográficos y legendarios que conforman un panorama de amores y odios exacerbados. Destaca la novelesca narración de los amores entre Enrique de Castilla, su tío, y Constanza de Aragón, quien finalmente sería la primera esposa del padre de don Juan Manuel.
Como se pone de manifiesto en el prólogo, trata sobre tres cuestiones principales, de donde se toma el título de Libro de las tres razones:

Frey Iohan Alfonso, yo don Iohan paré mientes al ruego et afincamiento que me fiziestes que vos diesse por scripto tres cosas que me aviades oydo por tal que si vos non oluidassen et las pudiesedes retraer quando cunpliese. Et las tres cosas son estas: mis armas dadas al infante don Manuel mio padre et son alas et leones. La otra por qué podemos fazer caualleros yo et mios fijos legitimos non seyendo nos caualleros, lo que non fazen ningunos fijos nin nietos de jnfantes. La otra cómmo passó la fabla que fizo comigo el rey don Sancho en Madrit ante que finase, seyendo ya çierto que non podría guaresçer de aquella enfermedat nin beuir luengamente.
Prólogo del Libro de las tres razones

Don Juan Manuel escribe esta obra con la intención primordial de demostrar la superioridad de su linaje, en un afán de reivindicar su propia persona; pero en definitiva esta pequeña obra maestra supone un relato en el que se combina la historia y la ficción y se da cauce a todas las posibilidades expresivas que el autor había atesorado a lo largo del tiempo.

## Ediciones
- DON JUAN MANUEL, Cinco tratados. Libro del cavallero et del escudero. Libro de las tres razones. Libro enfenido. Tractado de la asunçion de la Virgen. Libro de la caça, R. Ayerbe-Chaux (ed. lit.), Madison, Hispanic Seminary of Medieval Studie, 1986. Edición del manuscrito único, códice S, ms. 6376 de la Biblioteca Nacional de España.